# 標準小學校舍

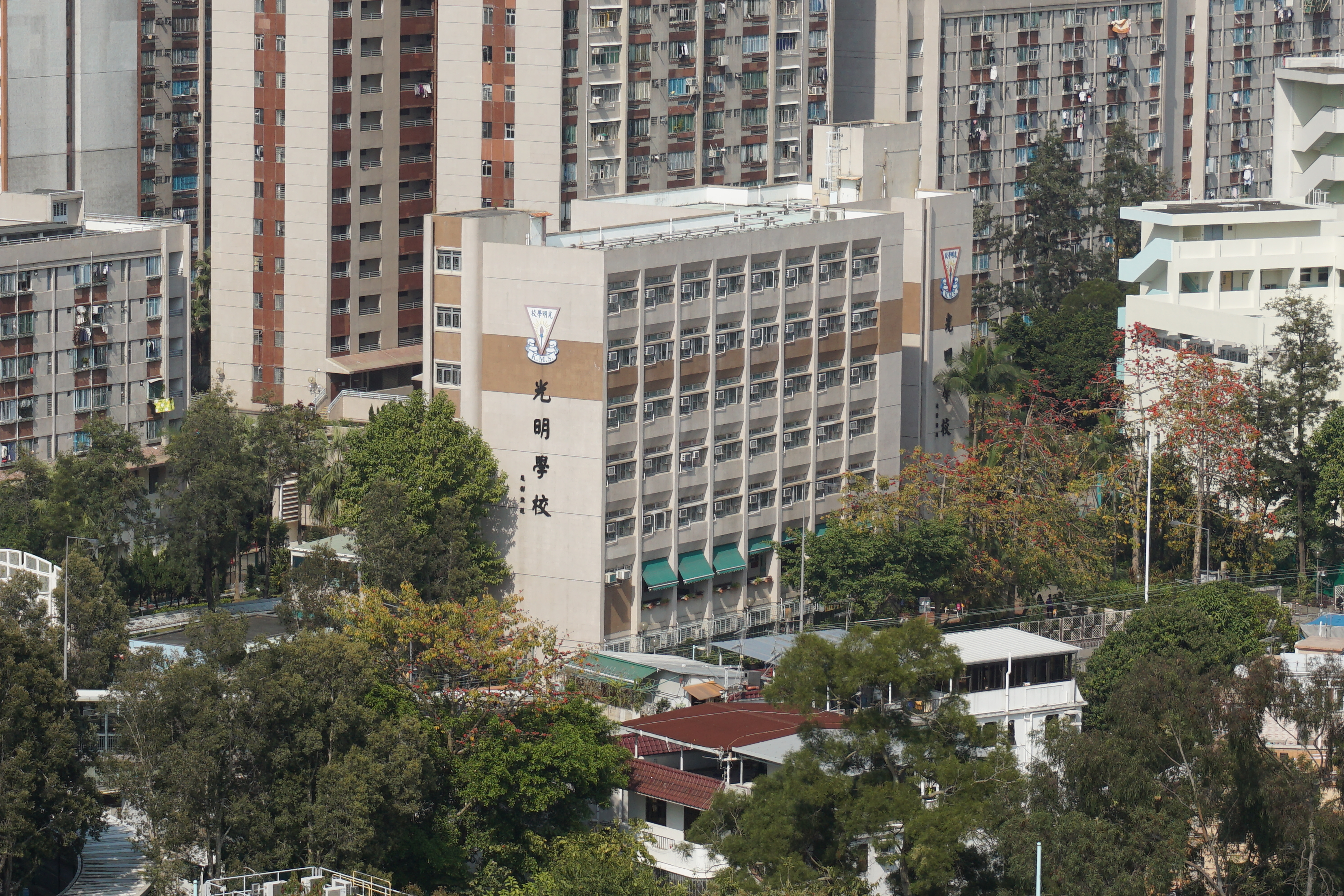
全港第一座標準小學校舍-光明學校

標準小學校舍，是香港第二代的標準校舍設計之一，在1979年正式發表，1981-1997年間落成，為絕大多數1980年代興建的小學採用。相對上一代的「火柴盒」小學，標準小學校舍的面積有所增加，而且在空間布局上更為優勝。

## 歷史

### 出現

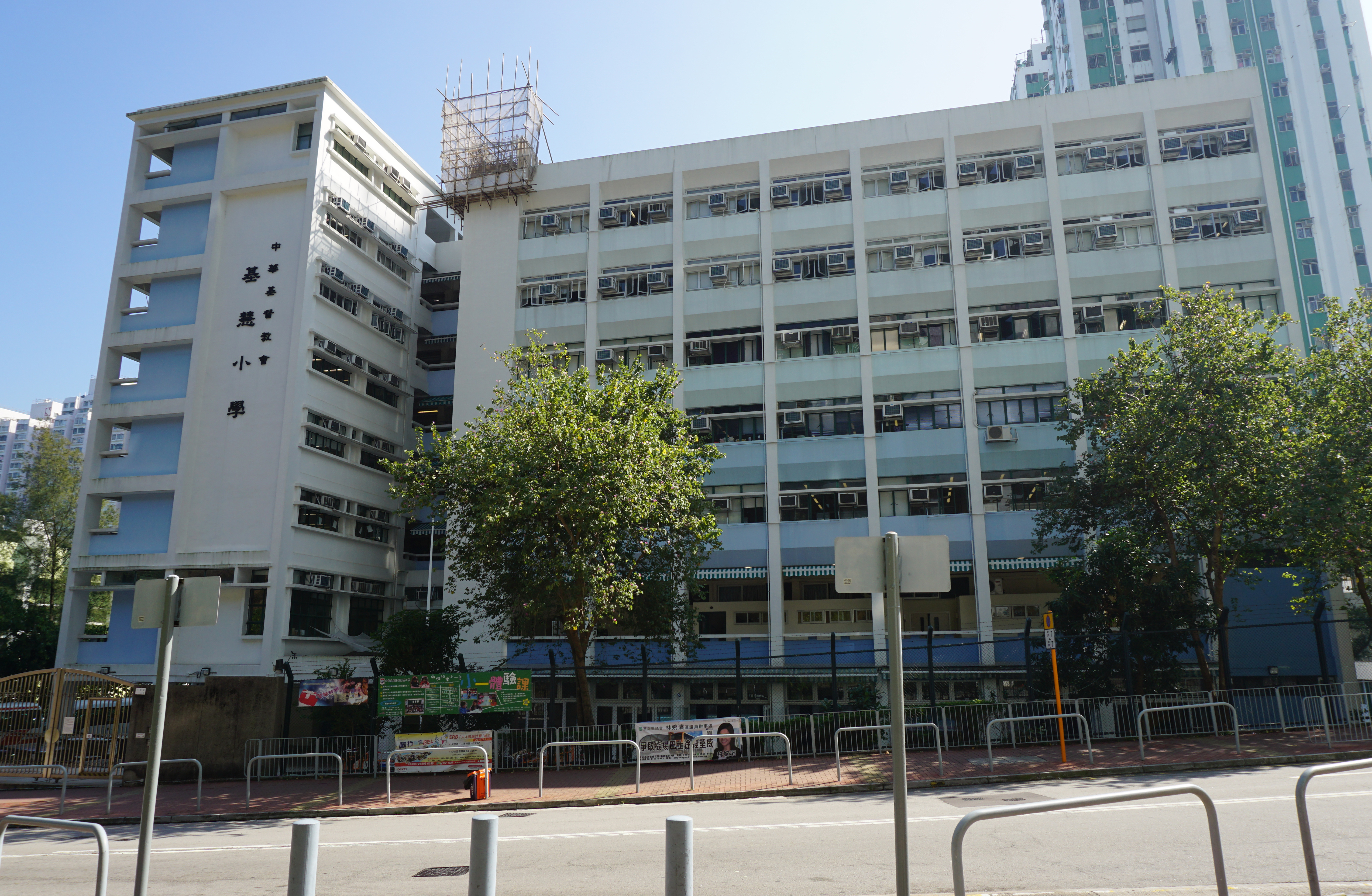
一座經擴建的第一代標準小學校舍

雖然「火柴盒」小學設計行之有效，但無論從空間運用或面積而言，已經無法適應日漸提升的校舍質素要求。因此，工務司署於1979年發表了第二代的小學校舍設計，名為「標準小學校舍」。全港首座標準小學校舍為位於元朗水邊圍邨的光明學校，由房委會代建，於1979年11月招標興建，至1981年連同另外數座在其他新市鎮的同類校舍竣工。至於首座由工務司署（及後繼的建築拓展署/建築署）興建的同類校舍，則為保良局香港道教聯合會圓玄小學，1980年初招標興建，同樣於1981年竣工。

### 改進

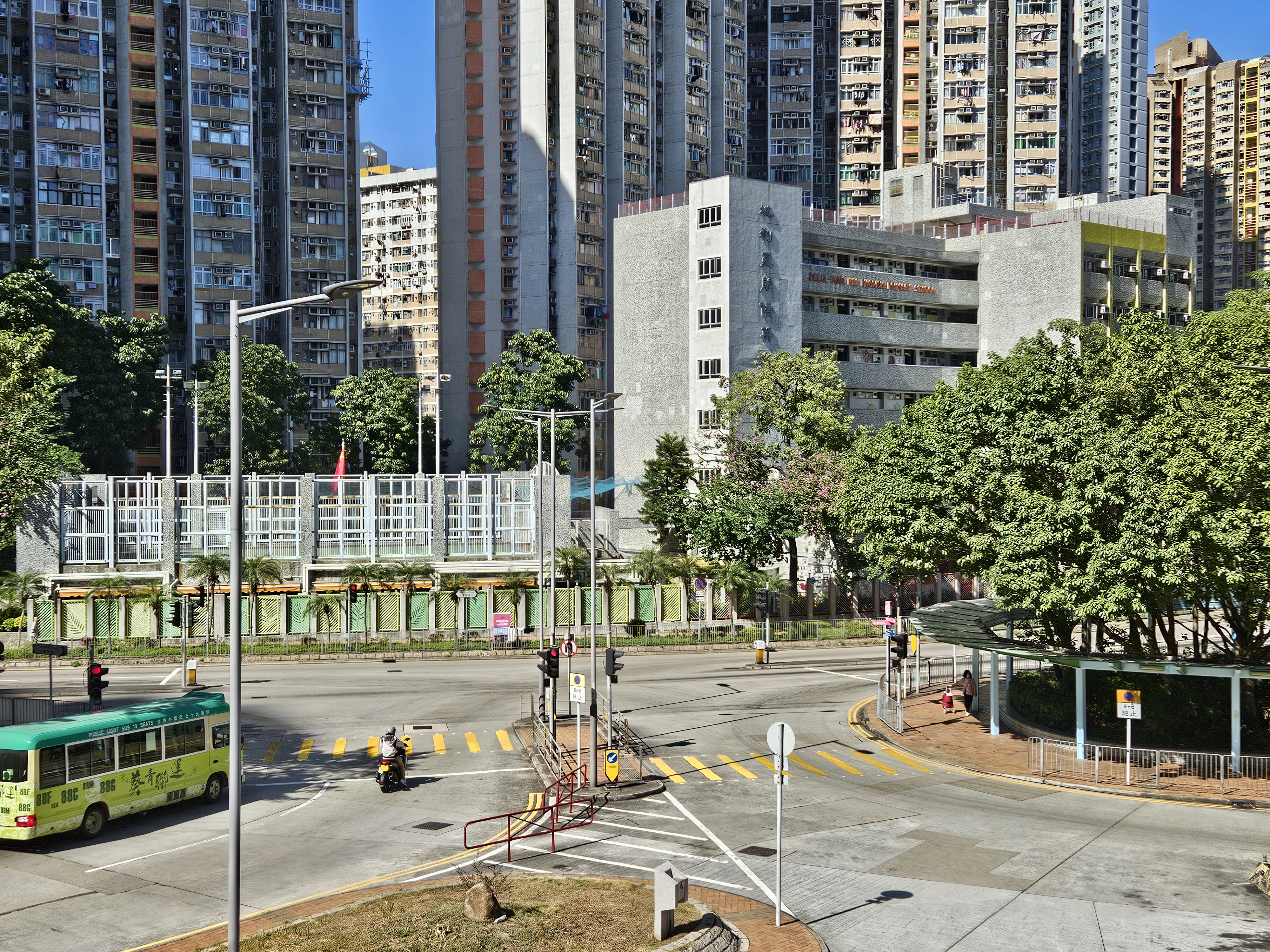
一所建有操場大樓的第二代標準小學校舍--地利亞（閩僑）英文小學

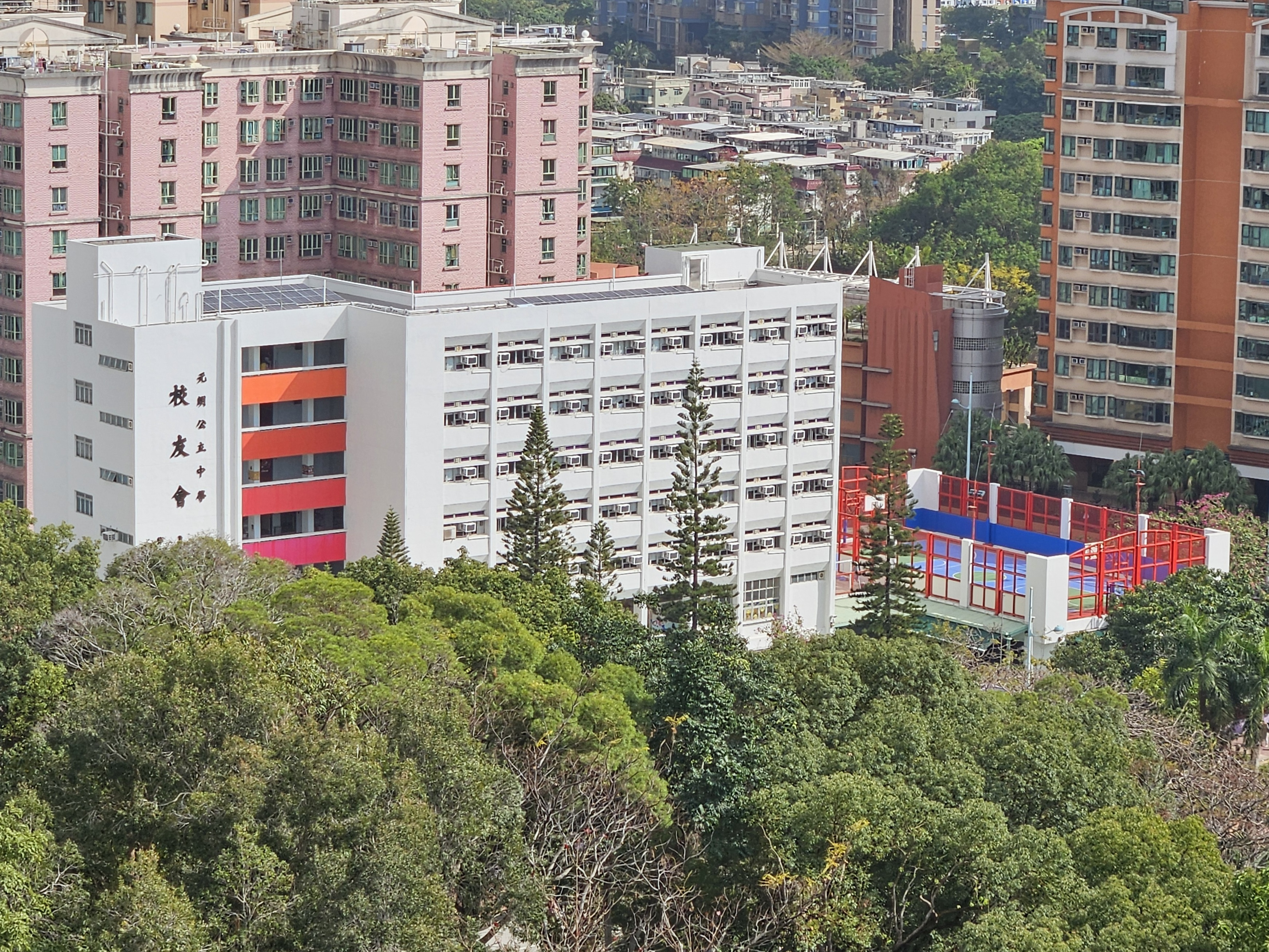
一座建有操場大樓的第二代標準小學校舍--元朗公立中學校友會小學

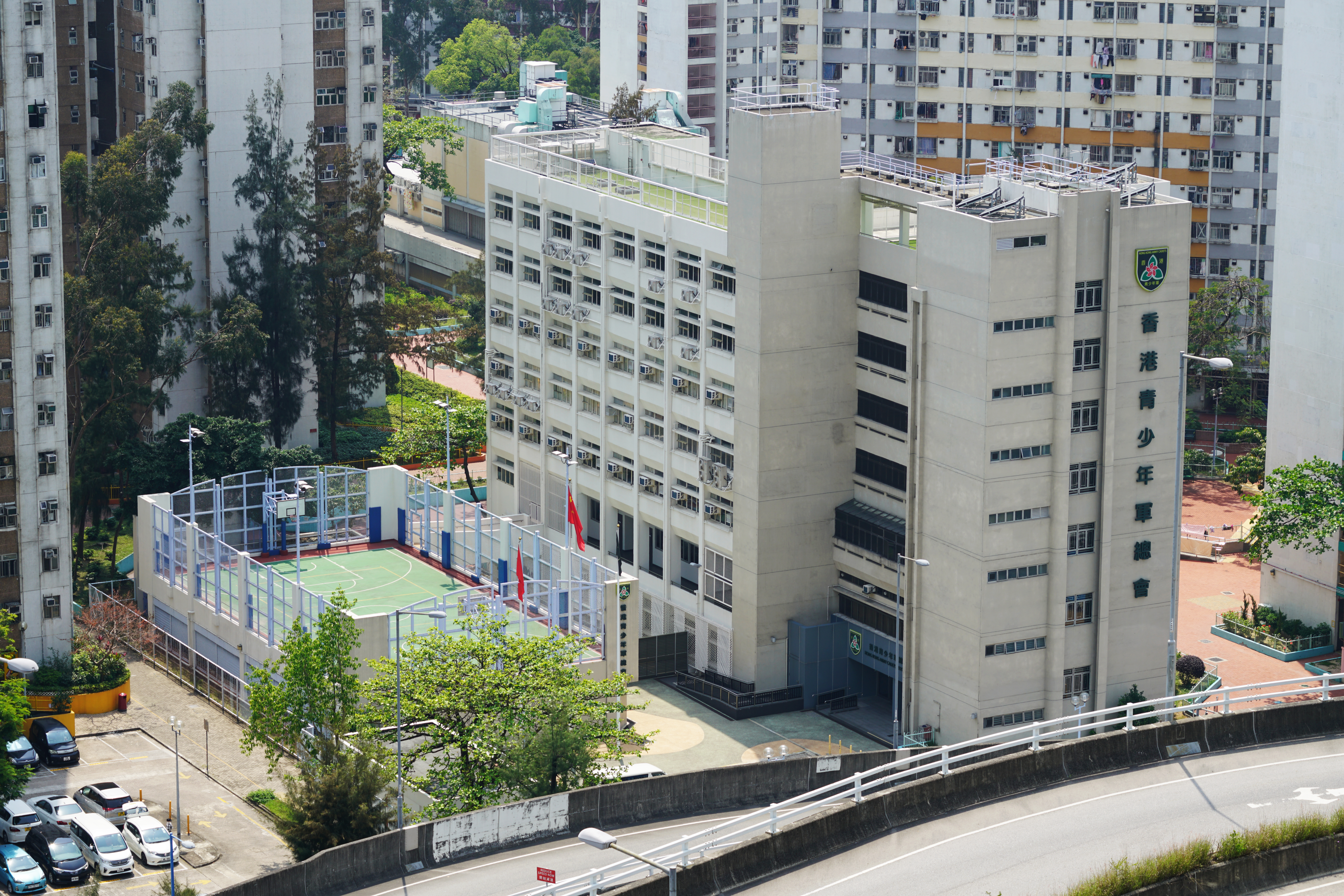
一座在後期加建操場大樓的第一代標準小學校舍--香港青少年軍總會

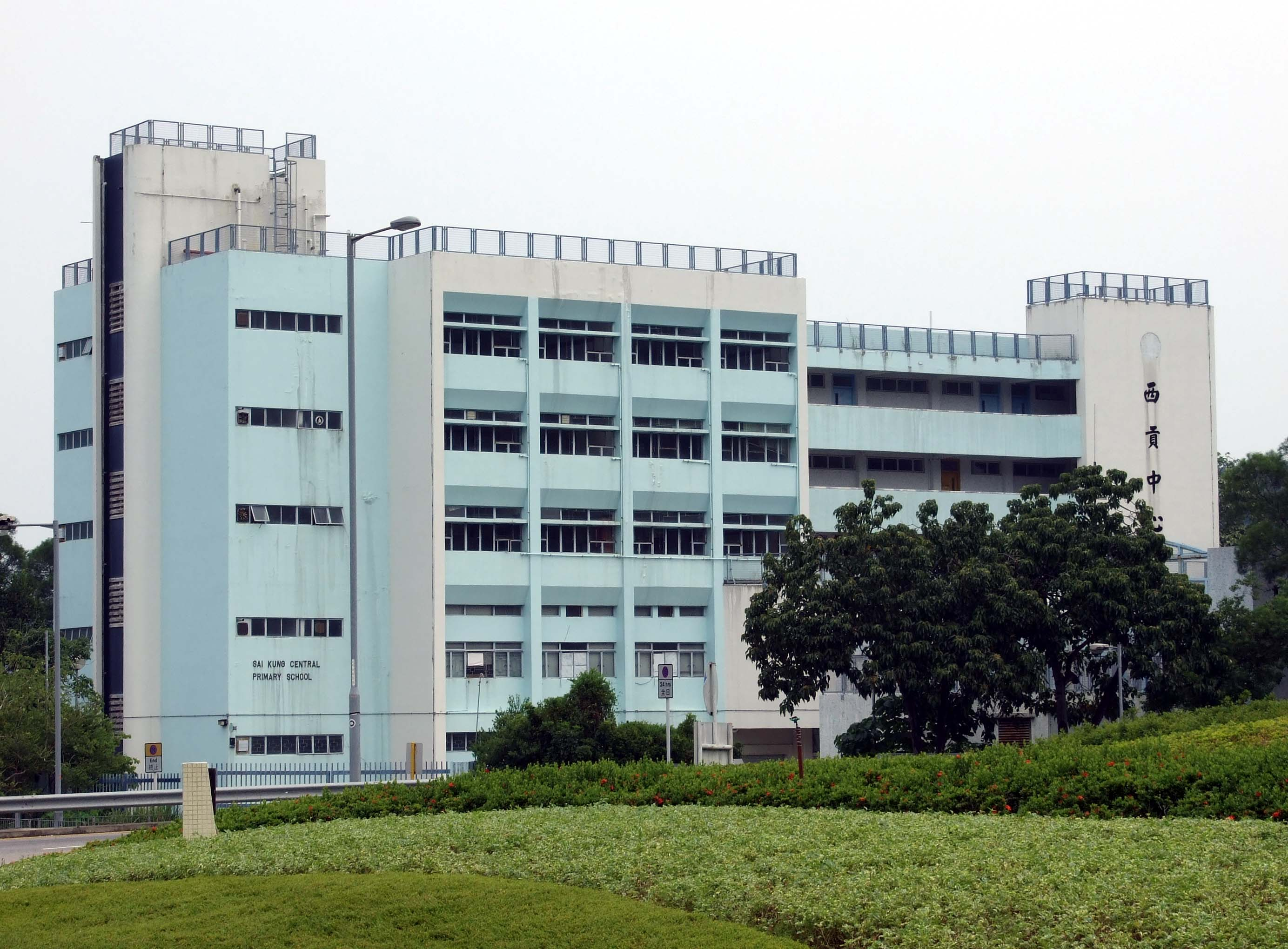
一座在後期加建操場大樓的第一代標準小學校舍--2007年停辦的蠔涌西貢中心小學

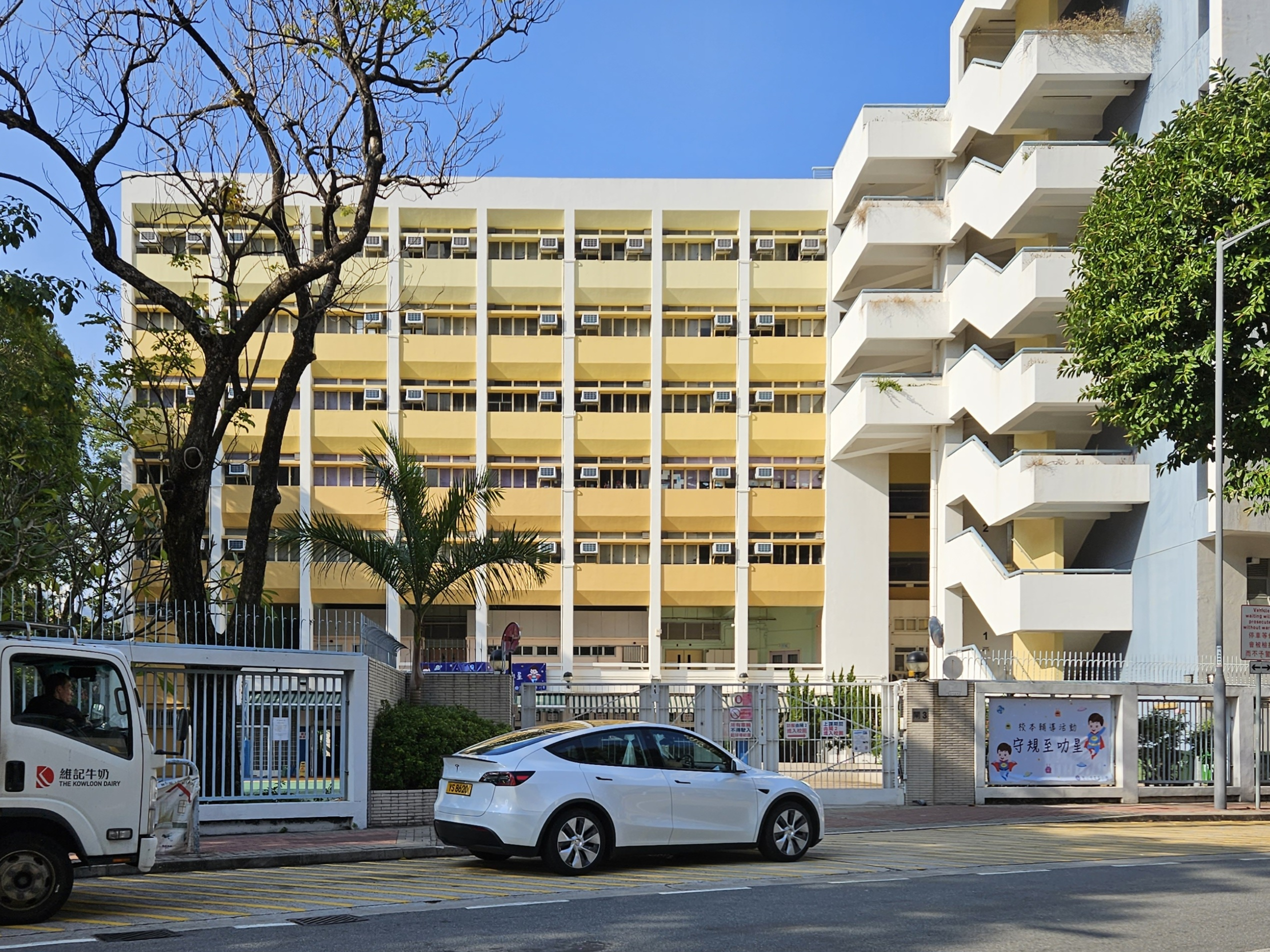
首座採用第二代設計的標準小學校舍--聖公會蒙恩小學舊翼

自標準小學校舍設計發表以來，其布局並沒有經歷大變化，但細部設計自1980年代中開始，出現了一次較大的改進。自1985年起，部份新建的標準小學校舍，其外牆設計較為折衷，而原先梯間的混凝土柵欄亦由鐵窗取代；此外，1樓禮堂後方的平台，亦改作更衣室之用，是為第二代標準小學校舍。首座第二代校舍為聖公會蒙恩小學，於1985年3月落成。至於最後一座採用第一代設計的同類校舍，為鴨脷洲街坊學校，1987年7月連同所在的利東邨一期落成。
此外，在1980年代尾部份第二代校舍興建時，亦會附設一座兩層高的操場大樓，以騰空主樓地下空間作教學用途，而此等校舍主要連同屋邨一併興建。首座附有操場大樓的第二代校舍為位於朗屏邨的博愛醫院歷屆總理聯誼會梁省德學校，於1987年落成。
雖然上述設計主要建於第二代校舍，但有三座分別位於利東邨及朗屏邨、於1986-87年間建成的第一代校舍，在興建時已設有操場大樓。另外，香港青少年軍總會大樓（浸信宣道會呂明才小學舊址）及舊西貢中心小學，亦在後期加建了同類設施。

### 淘汰

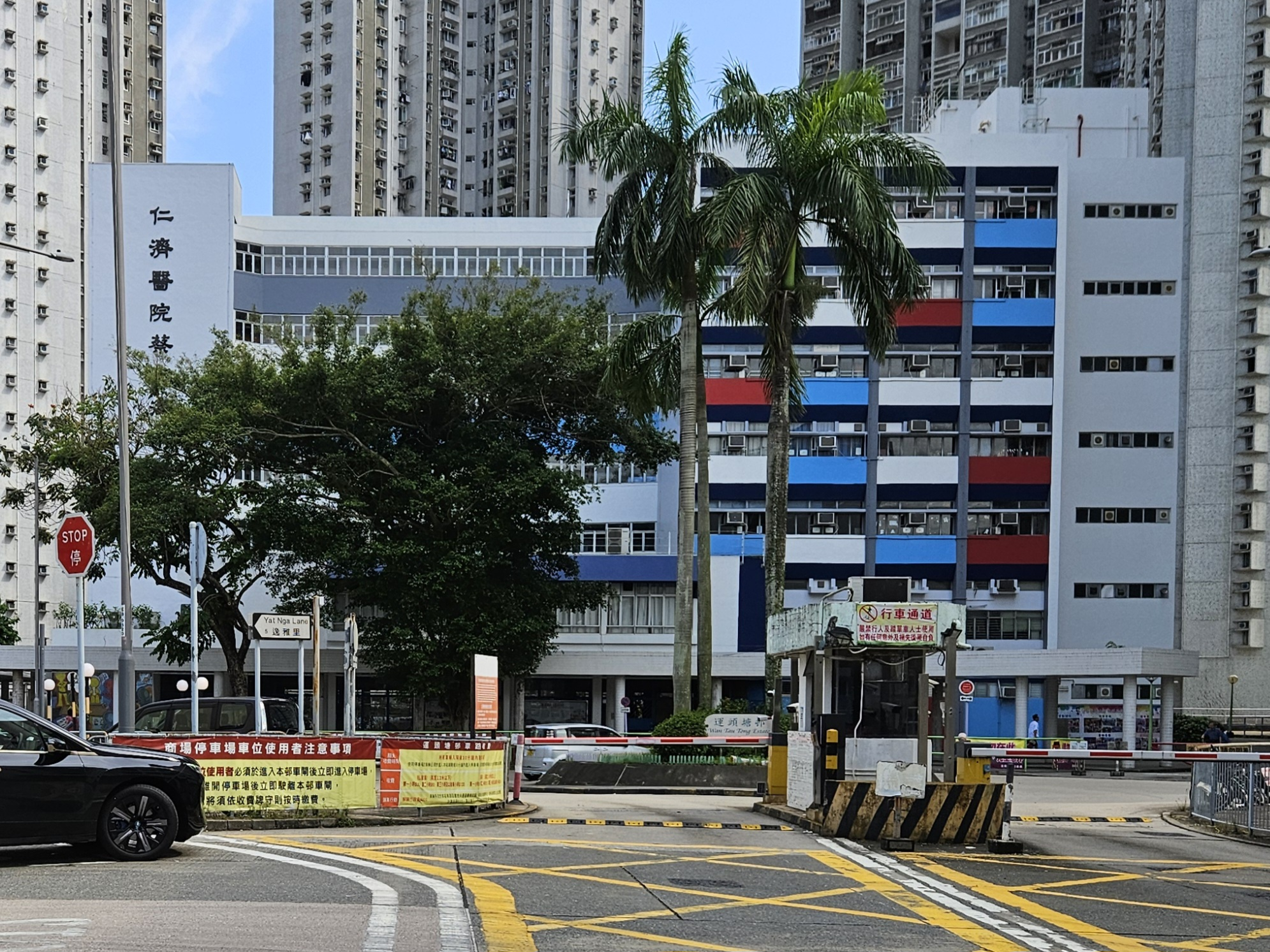
第二代標準小學校舍--仁濟醫院蔡衍濤小學

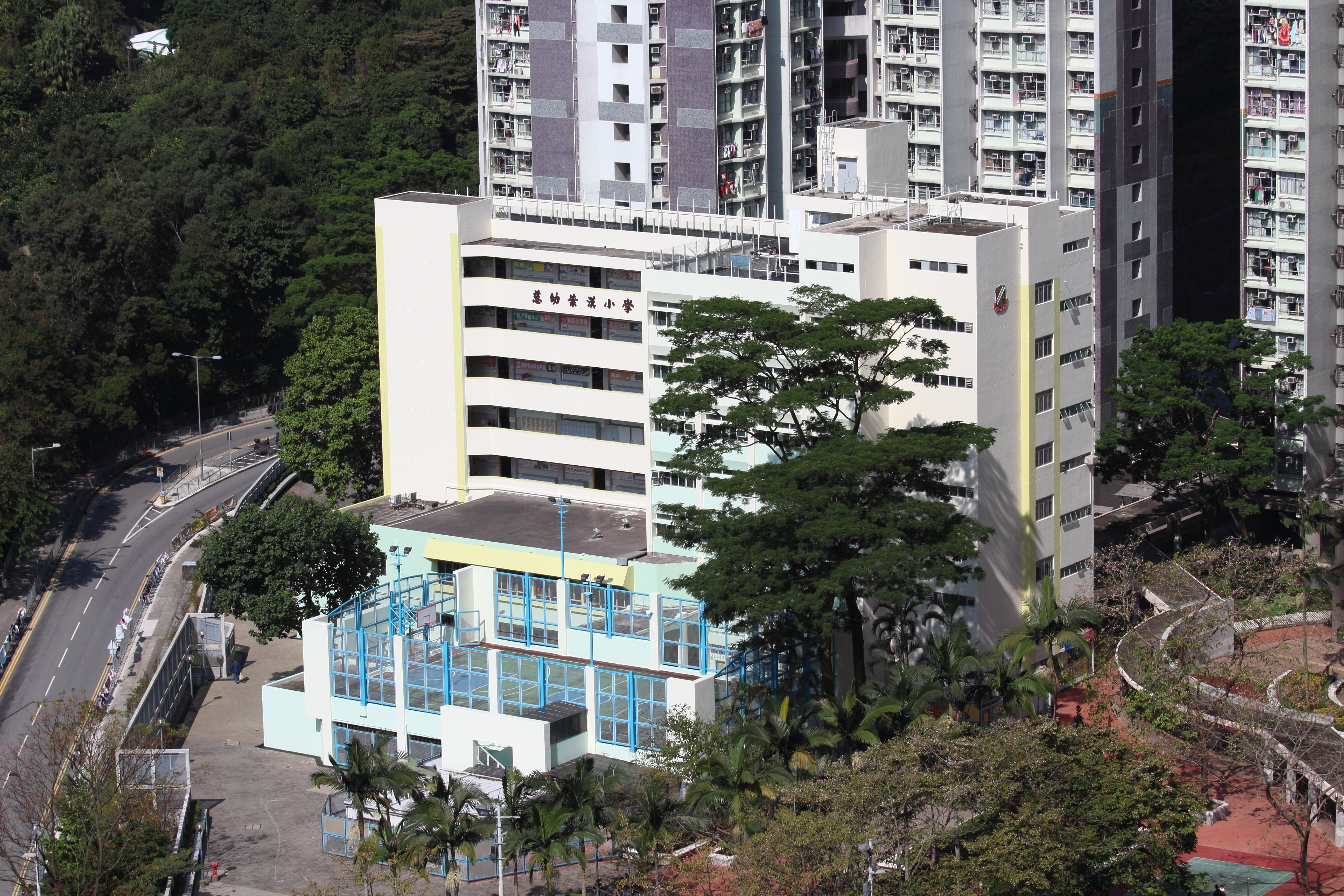
一座在後期加建操場大樓的第二代標準小學校舍--慈幼葉漢小學

在80年代尾，由於學校設施標準不斷提高，標準小學校舍已不足以應付需求。再者，此等校舍與中學採用的連環型校舍並不具備互換性，容易造成錯配問題（例如在小學學額需求暴增的屯門區，由於標準小學校舍不足，有兩間小學需要採用過剩的連環型校舍）。為解決上述問題，建築署於1988年發表了靈活式校舍設計，以取代上述兩種校舍，當中首批校舍於同年12月招標興建，並於1990年竣工。然而，由於部份屋邨的建校用地過小，不適合興建較大的靈活式校舍，因此仍有採用標準小學校舍（例如大埔富亨邨、運頭塘邨，以及慈雲山慈樂邨一期），直到1993年及以後，才以興建靈活式校舍為主。
在仁濟醫院蔡衍濤小學（位於運頭塘邨）及慈幼葉漢小學（位於安蔭邨）分別於1992及1993年落成後，由於位處慈樂邨的伊斯蘭鮑伯濤紀念小學地理位置不利施工，要較住宅部份遲3年才開始施工。因此，標準小學校舍的興建曾出現4年的真空期，直到該校於1997年落成為止，而該校亦是全港最後一座標準小學校舍。

## 校舍建設標準
一間未擴建的標準小學校舍內部面積為3,900平方米，並於2-6樓設有24間課室及7間特別室，而1樓及地下分別用作禮堂及有蓋操場。
在設計理念方面，標準小學校舍與同期的連環型校舍，首次採納了開放式走廊設計，較上一代的「火柴盒」小學校舍更有利於採光。另外，由於此等校舍較上一代校舍面積增加一半，因此亦開始有條件增設不同的特別室。